# Döme Sztójay

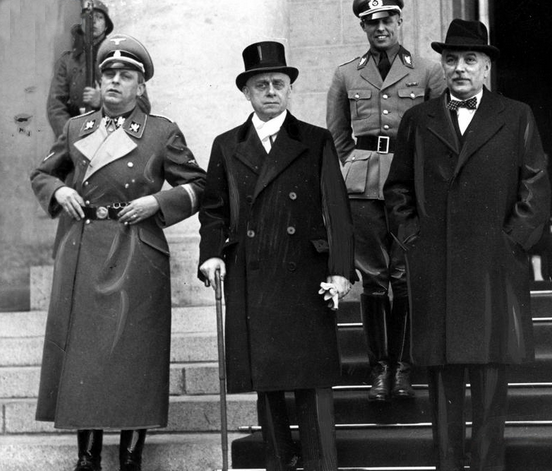
Döme Sztójay (i mitten) tillsammans med Werner Lorenz och András Tasnádi Nagy i Berlin i april 1940.

Döme Sztójay, född 5 januari 1883 i Versec, död 22 augusti 1946 i Budapest, var en ungersk fascistisk politiker. Sztójay var Ungerns premiärminister från den 22 mars till den 29 augusti 1944. Han tjänstgjorde samtidigt som utrikesminister.

## Biografi
När Tyskland ockuperade Ungern den 19 mars 1944, tvingade man den ungerske regenten Miklós Horthy att utnämna Sztójay till premiärminister. Tillsammans med ämbetsmännen vid inrikesministeriet, László Baky och László Endre, organiserade Sztójay deportationen av Ungerns judar till de nazistiska förintelselägren. Under knappt två månader, mellan den 14 maj och den 8 juli, deporterades 437 402 judiska män, kvinnor och barn från Ungern till Auschwitz.
I andra världskrigets slutskede flydde Sztójay till Tyskland, men utlämnades av de allierade till Ungern för att ställas inför en folkdomstol. Sztójay dömdes till döden för brott mot mänskligheten och avrättades genom arkebusering i augusti 1946.